# Cracca heterantha
Cracca heterantha là một loài thực vật có hoa trong họ Đậu. Loài này được (Griseb.) Harms mô tả khoa học đầu tiên năm 1922.